# Junaci
Junaci (bułg. Юнаци) – wieś podlegająca administracyjnie pod obszar wsi Czukowo, w południowej Bułgarii, w obwodzie Kyrdżali, w gminie Momcziłgrad. Obecnie miejscowość jest niezamieszkana.